# Hassan El-Hassani
Pour les articles homonymes, voir Hassani.
Hassan El-Hassani (en arabe :حسن الحسني) de son vrai nom Hassan Bencheikh, est un acteur comique algérien. Né le 24 octobre 1916 à Ksar el Boukhari (Médéa) et mort le 25 septembre 1987 à Alger.

## Biographie
Humoriste et comédien. Militant par son art, comédien populaire, créateur de troupes théâtrales, fut aussi député à l'Assemblée nationale (première législature) et récipiendaire de la médaille du résistant. Acteur très populaire et très estimé, il était aussi connu pour ses nombreux sketches et pièces de théâtre - en plus des rôles qu'il interpréta dans plus trente films - dans lesquels il incarna Boubagra, représentant un paysan apparemment naïf, mais plein de bon sens et de sagesse face aux vertigineuse mutations socio-économique. Il a, dès sa jeunesse, caressé le rêve de se lancer dans l'art.
La chance lui sourit en 1940, lors du passage de la troupe de Mahieddine Bachtarzi dans la région de Berrouaghia, où il exerçait le métier de coiffeur de campagne. L'enthousiasme et les encouragements de Bachtarzi aident à la naissance de première pièce de d'El-Hassani : les rêves de Hassan, une satire dénonçant le fait colonial. les idées contenues dans la pièce valurent à leur auteur un séjour à la Bossuet puis à la prison de Barberousse. C'était le 8 mai 1945, une date charnière dans l'histoire de l'Algérie. En prison, il crée plusieurs sketches pour remonter le moral des prisonniers. Relâché après la fin de la Seconde Guerre mondiale, il s'installe à Alger, plus précisément à la Casbah où il exercera de nouveau le métier de coiffeur tout en faisant du théâtre. 
ll crée le personnage de Na'anaa dans la pièce El-houria devenue, en 1950, le complot puis tigoule ou ti goule pas. Après la dissolution de la troupe, il est engagé en 1953 à la télévision où il joue, sous la direction de Mustapha Badie, sa première dramatique intitulée La poursuite Avec le déclenchement de la guerre de Libération nationale, il s'engage totalement dans le combat. En 1968, il se joint à la troupe du théâtre national algérien. Le comédien délaisse alors son personnage fétiche Na'naa pour un autre encore plus significatif, "Boubagra" un paysan naïf face à la vie moderne. 
Le comédien poursuivra son activité théâtrale, en créant la troupe de théâtre des Quatre saisons, composée de joyeux lurons, qui sillonnera dix ans durant, le territoire algérien. En 1976, la troupe est dissoute puisqu'il est élu député au parlement algérien. Une autre forme de combat attend cet homme. Depuis l'indépendance de l'Algérie, le nom Hassan El-Hassani a figuré au générique de nombreuses productions télévisuelles et cinématographiques algériennes. 

## Filmographie
- 1966 : Le Vent des Aurès de Mohammed Lakhdar-Hamina : Le père
- 1968 : Hassan terro de Mohammed Lakhdar-Hamina : Bahri
- 1969 : Z de Costa-Gavras : l'Officier de gendarmerie
- 1969 : L'Opium et le Bâton d'Ahmed Rachedi : Brahim Ben Brahim (Le garde forestier)
- 1970 : Brancaleone s'en va-t-aux croisades de Mario Monicelli
- 1971 : Les Aveux les plus doux de Édouard Molinaro : Le maire
- 1971 : Décembre de Mohammed Lakhdar-Hamina
- 1972 : Les Bonnes Familles de Djaffer Damerdji
- 1972 : Sanaoud de Mohamed Slim Riad
- 1973 : Les Vacances de l'inspecteur Tahar de Moussa Haddad
- 1975 : Chronique des années de braise de Mohammed Lakhdar-Hamina
- 1975 : Les Nomades de Sid Ali Mazif
- 1976 : Ech-chebka de Ghaouti Bendeddouche
- 1976 : Les Déracinés de Lamine Merbah
- 1977 : Barrières d'Ahmed Lallem
- 1978 : Le Premier Pas de Mohamed Bouamari
- 1982 : La Damnée d'El Hadi Guellal
- 1982 : Moissons d'acier de Ghaouti Bendaddouche
- 1982 : Une femme pour mon fils d'Ali Ghalem
- 1983 : Les Folles Années du twist de Mahmoud Zemmouri
- 1983 : Le Moulin de monsieur Fabre d'Ahmed Rachedi
- 1983 : L'Épopée de Cheïkh Bouamama de Benamar Bakhti
- 1986 : La Dernière Image de Mohammed Lakhdar-Hamina : Touhami
- 1987 : Les Portes du silence d'Amar Laskri : Salah Combat

## Décorations
- Ahid de l'ordre du Mérite national d'Algérie.